# Llengua miyako
Miyako és una llenga ryukyuenca del sud parlada per unes 55.000 persones a les illes Miyako, al Japó. Està relacionada amb la llengua yaeyama.
Es distingeixen tres grups dialectals: Tarama, Irabu i Miyako (a l'illa principal). D'aquests, el de Tarama és el més allunyat i de vegades es considera una llengua independent.
És única entre les llengües japòniques que admet consonants no nasals al final de síl·laba.